# Cyrionyx
Cyrionyx är ett släkte av skalbaggar. Cyrionyx ingår i familjen vivlar.

## Dottertaxa tillCyrionyx, i alfabetisk ordning[1]
- Cyrionyx acutecostatus
- Cyrionyx alboguttatus
- Cyrionyx alboplagiatus
- Cyrionyx alboscutellatus
- Cyrionyx albovarius
- Cyrionyx ambatoides
- Cyrionyx angusticollis
- Cyrionyx apiatus
- Cyrionyx apicalis
- Cyrionyx balaninoides
- Cyrionyx bilineatus
- Cyrionyx biplagiatus
- Cyrionyx bolivianus
- Cyrionyx bruchi
- Cyrionyx brunneirostris
- Cyrionyx camelus
- Cyrionyx cavirostris
- Cyrionyx championi
- Cyrionyx cinereus
- Cyrionyx clathratus
- Cyrionyx conotracheloides
- Cyrionyx cristatus
- Cyrionyx cuneatus
- Cyrionyx curticollis
- Cyrionyx decemcostatus
- Cyrionyx densicollis
- Cyrionyx episternalis
- Cyrionyx exaratus
- Cyrionyx exiguus
- Cyrionyx fulvomaculatus
- Cyrionyx funereus
- Cyrionyx fuscitarsis
- Cyrionyx fuscovarius
- Cyrionyx geniculatus
- Cyrionyx gibbicollis
- Cyrionyx humeralis
- Cyrionyx inflaticollis
- Cyrionyx laevirostris
- Cyrionyx lineatus
- Cyrionyx maculicollis
- Cyrionyx nebulosus
- Cyrionyx nigrosellatus
- Cyrionyx nitidipennis
- Cyrionyx nitidulus
- Cyrionyx niveipictus
- Cyrionyx novellus
- Cyrionyx oblongoguttatus
- Cyrionyx ochreonotatus
- Cyrionyx octocostatus
- Cyrionyx ornatellus
- Cyrionyx piperi
- Cyrionyx placidus
- Cyrionyx pleuralis
- Cyrionyx procax
- Cyrionyx rectirostris
- Cyrionyx relucens
- Cyrionyx reticulatus
- Cyrionyx ruficeps
- Cyrionyx ruficornis
- Cyrionyx rufipes
- Cyrionyx rufofemoratus
- Cyrionyx scapulosus
- Cyrionyx semicostatus
- Cyrionyx sexguttatus
- Cyrionyx simplex
- Cyrionyx squamans
- Cyrionyx subbalteatus
- Cyrionyx suffusus
- Cyrionyx tetraspilotus
- Cyrionyx tubulatus
- Cyrionyx turbidus
- Cyrionyx vapidus